# Persone di nome Julia/Attrici
| Questa pagina contiene informazioni ricavate automaticamente dalle voci biografiche con l'ausilio del template Bio e di un bot. L'aggiornamento è periodico e automatico e ricostruisce completamente la pagina. Se manca una persona in questa lista, sei pregato di non aggiungerla, ma accertati piuttosto che la sua voce biografica contenga il template Bio e che i dati anagrafici siano correttamente compilati. Se il template Bio manca, inseriscilo tu stesso o, in alternativa, metti l'avviso {{tmp\|Bio}} che ne segnala la mancanza. Se i dati riportati sono sbagliati, correggi direttamente la voce biografica; le modifiche saranno visibili in questa lista entro pochi giorni. Per chiarimenti vedi il progetto antroponimi. La lista contiene solo le 58 persone che sono citate nell'enciclopedia e per le quali è stato implementato correttamente il template Bio. Pagina aggiornata al 22 giu 2025. |

Questa è una lista di persone presenti nell'enciclopedia che hanno il nome Julia e sono attrici.

## B(6)
- Julia Barr, attrice statunitense (Fort Wayne, n. 1949)
- Julia Bartet, attrice francese (Parigi, n. 1854 - † 1941)
- Julia Blake, attrice britannica (Bristol, n. 1936)
- Julie Bovasso, attrice statunitense (New York, n. 1930 - New York, † 1991)
- Julia Bremermann, attrice tedesca (Brema, n. 1967)
- Julia Butters, attrice statunitense (Los Angeles, n. 2009)

## C(7)
- Julia Caba Alba, attrice spagnola (Madrid, n. 1902 - Madrid, † 1988)
- Julia Calvo, attrice, regista teatrale e docente argentina (Buenos Aires, n. 1961)
- Julia Campbell, attrice statunitense (Huntsville, n. 1962)
- Julia Cencig, attrice austriaca (Salisburgo, n. 1972)
- Julia Channel, attrice cinematografica e ex attrice pornografica francese (Parigi, n. 1973)
- Julia Cuypers, attrice olandese (Molenbeek-Saint-Jean, n. 1871 - Amsterdam, † 1952)
- Julia Cæsar, attrice svedese (Stoccolma, n. 1885 - Stoccolma, † 1971)

## D(5)
- Julia Davis, attrice e sceneggiatrice britannica (Lambeth, n. 1966)
- Julia Dean, attrice statunitense (Saint Paul, n. 1878 - Hollywood, † 1952)
- Julia Dietze, attrice tedesca (Marsiglia, n. 1981)
- Julia Duffy, attrice statunitense (Saint Paul, n. 1951)
- Blu del Barrio, attrice statunitense (Topanga, n. 1997)

## F(4)
- Julia Faure, attrice francese (n. 1977)
- Julia Faye, attrice statunitense (Richmond, n. 1893 - Los Angeles, † 1966)
- Julia Fox, attrice italiana (Milano, n. 1990)
- Julia Franz Richter, attrice austriaca (Wiener Neustadt, n. 1991)

## G(4)
- Julia Garner, attrice statunitense (Riverdale, n. 1994)
- Julia Goldani Telles, attrice statunitense (Los Angeles, n. 1995)
- Julia Swayne Gordon, attrice statunitense (Columbus, n. 1878 - Los Angeles, † 1933)
- Julia Gutiérrez Caba, attrice spagnola (Madrid, n. 1928)

## H(2)
- Julia Haacke, attrice e doppiatrice tedesca (Monaco di Baviera, n. 1971)
- Julia Hills, attrice britannica (Nottingham, n. 1957)

## J(2)
- Julia Jentsch, attrice tedesca (Berlino, n. 1978)
- Julia Jones, attrice e ex modella statunitense (Boston, n. 1981)

## K(2)
- Julia Kijowska, attrice polacca (Varsavia, n. 1981)
- Jullan Kindahl, attrice e cantante svedese (Lovö, n. 1885 - Malmö, † 1979)

## L(4)
- Julia Lee, attrice statunitense (Santa Fe, n. 1975)
- Julia Lester, attrice statunitense (Los Angeles, n. 2000)
- Julia Ling, attrice statunitense (n. 1983)
- Julia Louis-Dreyfus, attrice, comica e doppiatrice statunitense (New York, n. 1961)

## M(4)
- Julia Mackley, attrice statunitense (Virginia, n. 1878 - Long Beach, † 1964)
- Julia McKenzie, attrice, cantante e regista teatrale britannica (Enfield Town, n. 1941)
- Julia Montés, attrice e modella filippina (Pandacan, n. 1995)
- Julia Murney, attrice e cantante statunitense (State College, n. 1969)

## N(3)
- Julia Nauta, attrice, doppiatrice e cantante olandese (Delft, n. 2001)
- Julia Neilson, attrice e direttrice teatrale inglese (Londra, n. 1868 - Londra, † 1957)
- Julia Nickson-Soul, attrice e ex modella statunitense (Singapore, n. 1958)

## O(1)
- Julia Ormond, attrice britannica (Epsom, n. 1965)

## P(1)
- Julia Piaton, attrice francese (Parigi, n. 1985)

## R(3)
- Julia Ragnarsson, attrice svedese (Malmö, n. 1992)
- Julia Rehwald, attrice statunitense (Sacramento, n. 1995)
- Julia Roberts, attrice e produttrice cinematografica statunitense (Smyrna, n. 1967)

## S(5)
- Julia Sawalha, attrice britannica (Londra, n. 1968)
- Julia Stiles, attrice statunitense (New York, n. 1981)
- Julia Stinshoff, attrice tedesca (Bonn, n. 1974)
- Julia Sutton, attrice britannica (Londra, n. 1938)
- Julia Sweeney, attrice statunitense (Spokane, n. 1959)

## V(1)
- Julia Vignali, attrice e conduttrice televisiva francese (Parigi, n. 1975)

## W(4)
- Julie Walters, attrice e comica britannica (Smethwick, n. 1950)
- Julia Weldon, attrice e cantante statunitense (n. 1983)
- Julia Wieniawa, attrice e cantante polacca (Varsavia, n. 1998)
- Julia Winter, attrice svedese (Stoccolma, n. 1993)